# 남성의학과
남성의학과(男性醫學科, 영어: andrology)는 남성의 생식 기관을 다루는 의학 분야이다. 비뇨기과에서 남성 생식기 질환을 함께 다루기도 한다.
한국에는 남성의학과가 별도의 전문 과목으로 존재하지는 않고, 비뇨기과의 하부 진료 과목이다.

## 같이 보기
- 비뇨의학과
- 여성의학과